# Shorthorn
La shorthorn es una raza vacuna originaria del Noreste de Inglaterra. Su nombre significa "cuerno corto" (short - horn).

## Origen
La shorthorn forma parte de las razas del litoral del mar del Norte. Llegó a Inglaterra con los Anglos, los Jutos y los Sajones. Fue cruzada con las razas locales o con las de los Vikingos, a fin de obtener una raza de talla mediana y producción mixta en el noreste de Inglaterra (provincias de Condado de Durham, Lincolnshire, Northumberland y Yorkshire).
A partir del siglo XVI, los ganaderos realizaron varios tipos de selección. Algunos seleccionaron la capacidad cárnica de los animales, dando lugar a la raza shorthorn de carne . Otros optaron por conservar la versatilidad de su ganado, dando lugar a la shorthorn lechera. Esta es una de las primeras razas de ganado, individualizada ya a finales del siglo XVIII. La selección de la raza shorthorn se inició en 1783 y el libro genealógico se inauguró en 1822. Anteriormente conocida como «durham»  sirvió para generar otras muchas razas británicas y continentales en los siglos XVIII y XIX. La raza se ha exportado mucho, especialmente a América del Norte y América del Sur y se ha utilizado para mejorar muchas razas locales, particularmente en Francia, (Normanda y Maine-Anjou). En los Estados Unidos cruzándola con una raza de cebú, que dio a luz a la raza de Santa Gertrudis. Después de haber «revolucionado» la crianza europea por la calidad de sus reproductores, la raza Shorthorn está en regresión en los países europeos.

## Morfología

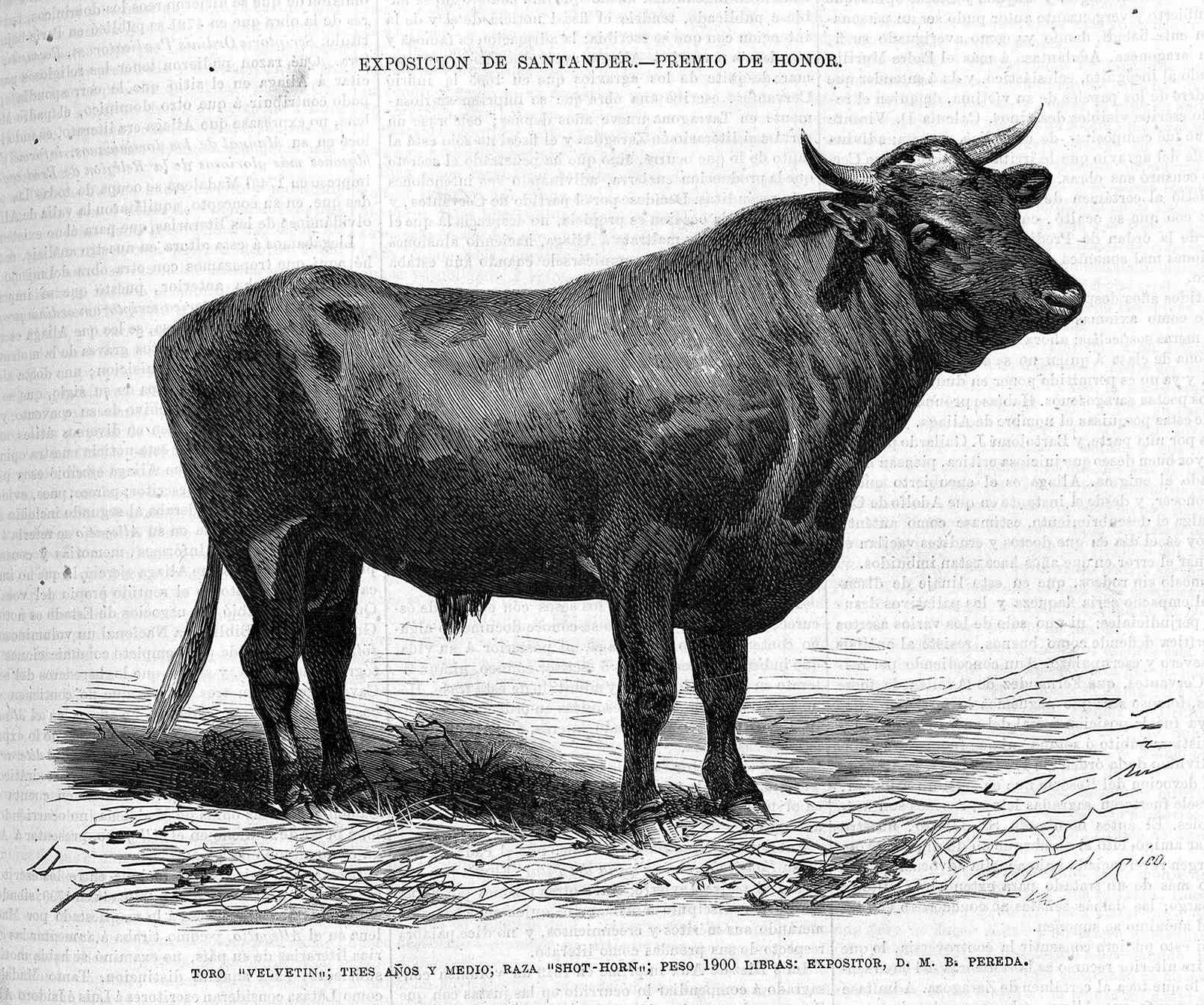
Ilustración de un toro shot-horn

Sus capas son de diversos colores: rojo, rojo y blanco, rojo y blanco mezclados. La cuernos cortos se dirigen hacia abajo. Existe una rama polled shorthorn sin cuernos.
Es una raza de talla mediana. Las hembras tienen una altura en la cruz de 1,30 m y el macho 1,35 m, el peso medio es, respectivamente, de 800 y 1200 kg.

## Aptitudes

### Raza carnicera

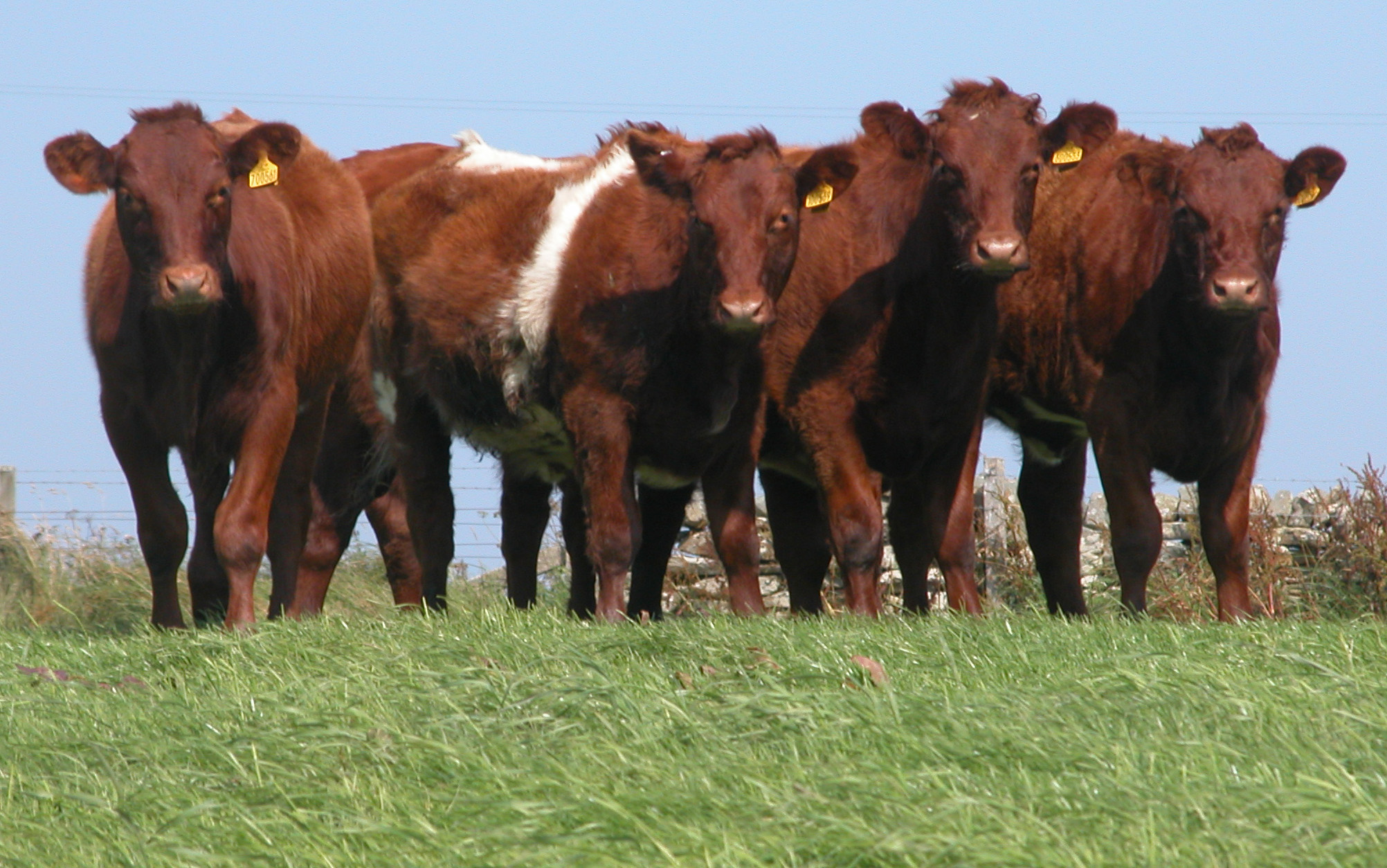
Becerros shorthorn «tipo de carne».

La raza carnicera tiene un crecimiento rápido. Los animales tienen una buena conformación de carne y un buen rendimiento de la canal, pero con una fuerte presencia de grasa subcutánea e intramuscular. Alimentan a sus terneros sin dificultades. Los toros son buenos reproductores para mejorar las razas antiguas.

### Gran Mansedumbre
Además de ser una raza con grande aptitudes carniceras y lecheras, también debemos decir que es una raza con gran mansedumbre. Con la cruza, es una de las características bovinas que resaltan entre las demás razas.Se podría decir que es la raza bovina con mayor mansedumbre.

## Raza lechera
La raza lechera es sobre todo una raza mixta, lo que da una leche rica en proteínas y grasas.  Morfológicamente, tiene manchas bien delimitadas y frecuentemente rojas. Esto es debido a cruces con razas lecheras de color rojizo: ayrshire o roja de las llanuras. También es carne de primera.

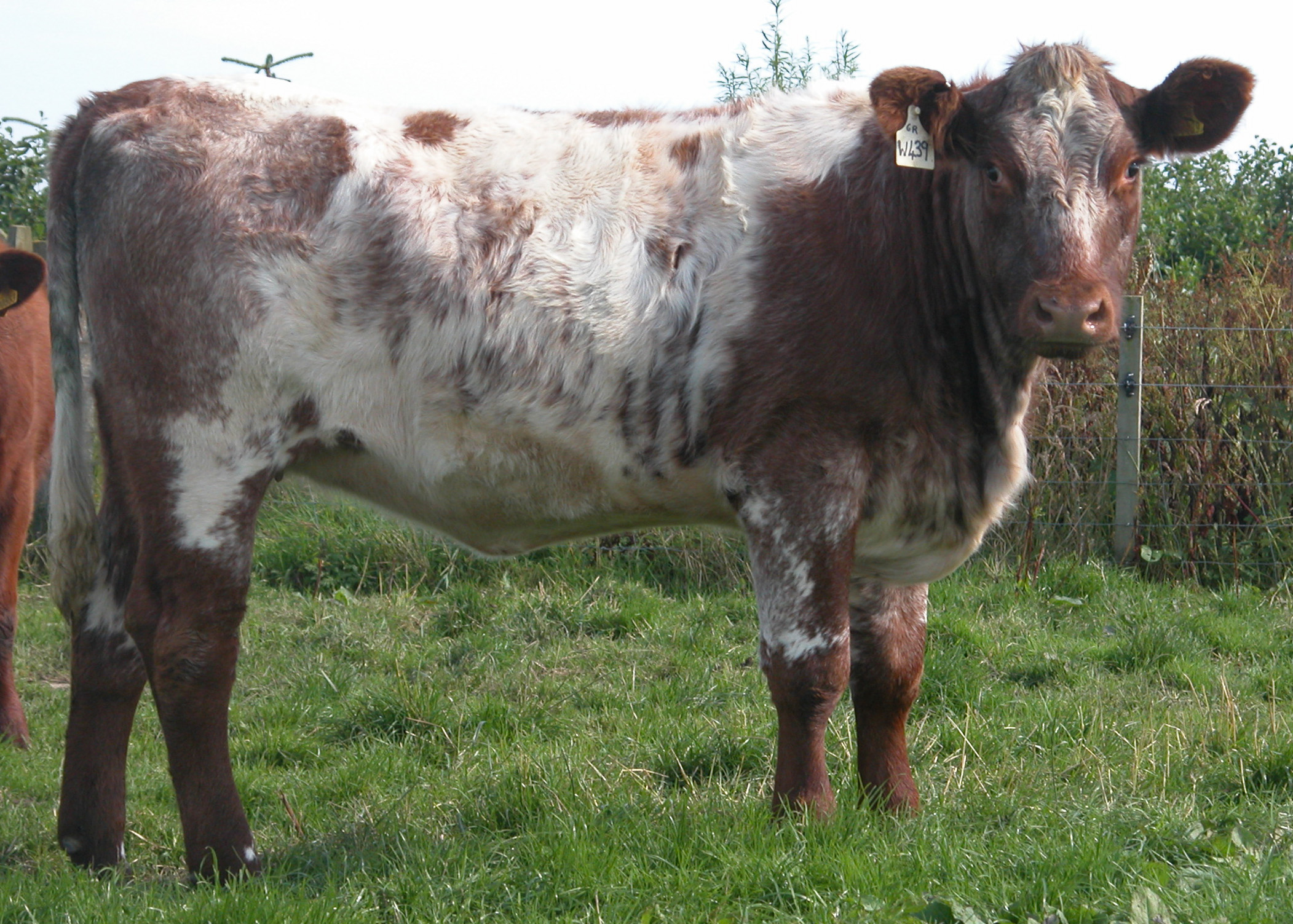
Vaca joven Shorthorn.

## Difusión

### En Argentina
El Shorthorn fue la primera raza bovina de pedigrí en llegar al país y, en consecuencia, de iniciar los cruzamientos con los vacunos criollos, comenzando así la época del "mestizaje". Esto ocurrió en 1823, cuando el ganadero inglés John Miller importó desde su patria el toro con el nombre "Tarquín" para su estancia "La Caledonia" (Cañuelas - Provincia de Buenos Aires).

## Nota
- Esta obra contiene una traducción  derivada de «Shorthorn» de Wikipedia en francés, publicada por sus editores bajo la Licencia de documentación libre de GNU y la Licencia Creative Commons Atribución-CompartirIgual 4.0 Internacional.